# Un'altra volta da rischiare
Un'altra volta da rischiare è un singolo del cantautore albanese Ermal Meta, pubblicato il 4 gennaio 2019 come primo estratto dal primo album dal vivo Non abbiamo armi - Il concerto.

## Descrizione
Il brano ha visto la partecipazione vocale del rapper J-Ax ed è uno dei due inediti contenuti nell'album dal vivo del cantautore.

## Video musicale
Il video, diretto da Luca Tartaglia, è stato pubblicato l'8 gennaio 2019 attraverso il canale YouTube del cantante.

## Tracce
Testi e musiche di Ermal Meta, Alessandro Aleotti e Roberto Cardelli.
1. Un'altra volta da rischiare (feat. J-Ax) – 3:28

## Formazione
Musicisti
- Ermal Meta – voce
- J-Ax – voce
- Stefano Milella – arrangiamento, batteria, basso, tastiera, sintetizzatore, programmazione
- Roberto Cardelli – arrangiamento, basso, tastiera, sintetizzatore, pianoforte, programmazione
- Cristian Milani – batteria, programmazione
- Valeriano Chiaravalle – composizione e direzione strumenti ad arco

Produzione
- Ermal Meta – produzione
- Cristian Milani – produzione, missaggio
- Roberto Cardelli – produzione

## Classifiche
| Classifica (2019) | Posizione massima |
| ----------------- | ----------------- |
| Italia            | 27                |